# Ištaran
Ištaran (nella grafia anglosassone Ishtaran, anche Gusilim), scritto KA.DI, era la divinità locale di Der, città-stato sumera situata ad oriente del Tigri.
Il suo culto fiorì dal III periodo dinastico antico al medio periodo babilonese, dopo il quale il suo nome non è più attestato nei nomi personali.
Il dio era preposto a comporre le divergenze, suo animale simbolo è il serpente e la sua compagna è Sharrat-Deri, "la regina di Der".